# 比林镇区
比林镇区為緬甸孟邦齋托縣的鎮區。2014年人口181,075人，區域面積1,994.5平方公里。該鎮區轄下155個村莊。比林為該鎮區首府。